# Tonny Fens
Antonius (Ton) Fens (Amsterdam, 11 september 1945 – 2 februari 2021) was een Nederlandse profvoetballer, die uitkwam voor Ajax, De Volewijckers en Telstar.
Ton Fens debuteerde op 18 mei 1964 in de uitwedstrijd tegen NAC voor Ajax. Hij sierde zijn debuut op met de winnende treffer. Het bleef echter bij deze ene wedstrijd voor Fens in het shirt van de Amsterdamse topclub.
Een echte doorbraak bleef uit, waarop Fens in 1965 de overstap maakt naar stadgenoot De Volewijckers. Hier speelt Fens een aantal seizoenen in de eerste divisie, waarna Telstar hem in de zomer van 1968 inlijft. 
Bij de Velsenaren is Fens jarenlang een gewaardeerde kracht op het middenveld. Hij komt tot ruim 140 optredens in de eredivisie. In 1976 beëindigt hij zijn carrière als profvoetballer.